# Коваленко, Олеся Николаевна
Оле́ся Никола́евна Ковале́нко (род. 17 января 1975 года, в Уфе, СССР) — мастер спорта международного класса по самбо и дзюдо, двукратная чемпионка Европы по дзюдо, заслуженный мастер спорта России, девятикратная чемпионка мира, двадцатитрёх кратная чемпионка Европы и четырнадцатикратная чемпионка России по сумо.

## Семья
Олеся родилась в спортивной семье. Мама, Коваленко Венера Набетдиновна, в молодости увлекалась лыжами, была чемпионкой Башкирии по лыжным гонкам. Папа, Коваленко Николай Алексеевич, занимался тяжелой атлетикой (первый разряд).

## Спортивная карьера
В Уфе с восьми лет занималась в баскетбольной секции, после перешла в секцию дзюдо. В 13 лет переехала в Курск, где жила и училась в школе-интернате № 1, серьезно занимаясь дзюдо и самбо. Вот результаты Олеси в дзюдо:
1991. Европейский олимпийский молодёжный фестиваль, Бельгия (Брюссель). 1-е место в весовой категории свыше 66 кг. 
1992. Международный чемпионат кадетов, Германия. 1-е место в весовой категории свыше 72 кг.
1992. Международный юниорский чемпионат, Германия (Берлин). 1-е место в весовой категории свыше 72 кг. 
1993 Российский молодёжный чемпионат (Брянск). 1-е место в категории свыше 72 кг.
1993. Европейский чемпионат юниоров, Нидерланды (Арнем). 1-е место в категории свыше 72 кг.
1997. Международный чемпионат, Белоруссия (Минск). 2-е место в весовой категории свыше 72 кг.
2000. Чемпионат России (Пермь). 3-место в абсолютной весовой категории.
В 1998 переехала в Москву. После нескольких травм решила попробовать себя в сумо. Первый серьёзный успех в этом виде спорта — бронзовая медаль на чемпионате мира в Германии (Риза) в 1998 году.  Далее последовало:
2000. Чемпионат Европы, Польша (Краков). 1-е место в весовой категории свыше 80 кг.
2000. Чемпионат мира, Бразилия (Сан-Паулу). 1-е место в весовой категории свыше 80 кг и 1-е место в командных соревнованиях.
2001. Чемпионат Европы, Нидерланды. 1-е место в весовой категории свыше 80 кг, 1-е место в абсолютной категории и 2-е место в командных соревнованиях.
2001. Всемирные игры, Япония (Акита). 1-е место в весовой категории свыше 80 кг и 1-е место в командных соревнованиях.
2002. Чемпионат Европы, Россия (Москва). 2-е место в весовой категории свыше 80 кг, 1-е место в абсолютной категории и 2-е место в командных соревнованиях.
2002. Чемпионат мира, Польша (Вроцлав). 1-е место в весовой категории свыше 80 кг.
2003. Чемпионат Европы, Германия (Риза). 1-е место в весовой категории свыше 80 кг, 1-е место в абсолютной категории и 1-е место в командных соревнованиях.
2004. Чемпионат Европы, Венгрия (Сольнок). 2-е место в весовой категории свыше 80 кг, 2-е место в абсолютной категории и 1-е место в командных соревнованиях.
2005. Всемирные игры, Германия (Дуйсбург). 2-е место в весовой категории свыше 80 кг, 1-е место в абсолютной категории и 2-е место в командных соревнованиях.
2005. Чемпионат мира, Япония (Осака). 1-е место в командных соревнованиях.
2006. Чемпионат Европы, Германия (Риза). 1-е место в весовой категории свыше 80 кг и 1-е место в командных соревнованиях.
2006. Чемпионат мира, Япония (Осака). 1-е место в весовой категории свыше 80 кг и 1-е место в командных соревнованиях.
2007. Чемпионат Европы, Венгрия (Будапешт). 1-е место в весовой категории свыше 80 кг и 1-е место в командных соревнованиях.
2007. Чемпионат мира, Таиланд (Чиангмай). 1-е место в весовой категории свыше 80 кг и 1-е место в командных соревнованиях.
2008. Чемпионат Европы, Польша (Кротошин). 1-е место в командных соревнованиях.
2008. Чемпионат мира, Эстония (Раквере). 1-е место в командных соревнованиях.
2009. Чемпионат Европы, Швейцария (Ренан). 1-е место в командных соревнованиях.
2010. Чемпионат Европы, Болгария (Варна). 2-е место в командных соревнованиях.
2012. Чемпионат Европы, Украина (Луцк). 1-е место в весовой категории свыше 80 кг и 1-е место в командных соревнованиях.
2012. Чемпионат мира, Гонконг. 2-е место в весовой категории свыше 80 кг и 1-е место в командных соревнованиях.
2013. Чемпионат Европы, Польша (Варшава). 1-е место в весовой категории свыше 80 кг и 1-е место в командных соревнованиях.

## Работа
Олеся Коваленко капитан полиции. Настоящее место работы 2-й ОПП ГУ МВД по городу Москве. Работала инспектором-кинологом в одном из подразделений УВД Курской области. Затем служила в Академии гражданской защиты МЧС России. В 2006 году стала инспектором отдела физподготовки и спорта УПК ГУВД по городу Москве. Заочно окончила Орловский юридический институт МВД России. Планирует карьеру спортивного юриста.

## Увлечения
Олеся очень разносторонний человек. Её увлечения многочисленны и многообразны: дайвинг, подводная рыбалка, горные лыжи, хоккей, коньки, путешествия, ралли на внедорожниках, рукоделие, конный спорт. А ещё Олеся прекрасно поëт: голос у неё волшебный.